# Visioneers
Visioneers – amerykański film komediowy z 2008 roku w reżyserii Jareda Drake'a. Wyprodukowany przez wytwórnię Fireside Film i Mayfly Films.
Premiera filmu miała miejsce 12 czerwca 2008 roku w Stanach Zjednoczonych.

## Opis fabuły
Akcja filmu rozgrywa się w przyszłości. George (Zach Galifianakis) i Charisma (Mía Maestro) pracują w korporacji. Wszyscy zatrudnieni tam ludzie są nieszczęśliwi i pogrążeni w marazmie. Na przekór wszystkiemu George stara się cieszyć życiem. Pewnego dnia zaczyna zauważać u siebie objawy społecznej choroby.

## Obsada
Źródło: Filmweb
- Missi Pyle jako Sara
- Chris Coppola jako Todd
- Nancy De Mayo jako Maddie
- Anthony L. Fuller Jr. jako poseł
- Zach Galifianakis jako George
- Matthew Glave jako Rodger
- Judy Greer jako Michelle
- John Keister jako doktor Knob
- James Le Gros jako Julieen
- John LoPresti jako prezydent Stanów Zjednoczonych
- Mía Maestro jako Charisma
- Fay Masterson jako Cindy
- Ryan McCann jako Mack Luster

i inni